# Повість про жінку
«По́вість про жі́нку» — український радянський художній фільм режисера Володимира Денисенка. Прем'єра фільму відбулася 3 березня 1975 року.

## Сюжет
Фільм розповідає про Наталку Нечай, яка працює операторкою прокатного стану. Її особисте життя не склалося, вона розійшлася з чоловіком, у дорослих дітей проблеми: син розлучився з дружиною, донька, яка має складати іспити, вирішила вступити в шлюб. Попри все це, Наталка закохується у приїжджого археолога Федора та з новими силами починає вирішувати нелегкі життєві проблеми.

## У ролях
- Наталія Наум — Наталка Нечай
- Федір Панасенко — Федір Подорожний
- Іван Миколайчук — письменник
- Олександр Биструшкін — Сашко
- Ірина Шевчук — Марта
- Галина Довгозвяга — Ганя
- Віктор Маляревич — Борис
- Володимир Олексієнко — Крайниченко
- Василь Симчич — Нечай
- Анатолій Барчук
- Микола Гудзь
- Віктор Демерташ
- Людмила Єфименко
- Маргарита Кошелєва
- Микола Олійник
- Костянтин Параконьєв
- Ірина Кіхтьова — епізод
- Юрій Рудченко — хуліган
- Оксана Григорович — епізод

## Знімальна група
- Режисер: Володимир Денисенко
- Сценарист: Володимир Денисенко
- Оператор: Василь Трушковський
- Композитор: Олександр Білаш
- Художник: Валерій Новаков
- Звукорежисер: Георгій Парахніков
- Монтаж: Тамара Бикова

## Нагороди
На Республіканському кінофестивалі 1975 року у Жданові фільм отримав диплом за найкращу роль (Наталія Наум).